# 前田航基
前田航基（日语：／ Maeda Kōki；1998年12月13日—）是日本男演員、搞笑藝人，童星出身，出身自大阪府，松竹娛樂旗下藝人。跟弟弟前田旺志郎組成搞笑二人組前田前田，組合經紀合約隸屬於松竹藝能。

## 作品列表

### 電視劇
- I'm home 遙遠的返家之路 第9集（2004年11月29日，NHK）：飾演 高木隆
- 必殺仕事人系列（朝日放送、朝日電視台）：飾演 作太郎
  - 必殺仕事人2007（2007年7月7日）
  - 必殺仕事人2009 新春特別篇（2009年1月4日）
- 幸福鐵板燒（2010年9月27日－2011年4月2日，NHK）：飾演 中岡民男
- 平清盛（2012年，NHK）：飾演 兔丸（幼少期）
- 浪花少年偵探團（2012年7月2日－9月17日，TBS）：飾演 原田郁夫
- 齊藤太太來了2 第2集、第5集、第6集、第8集（2013年7月20日、8月10日、17日、9月7日，日本電視台）：飾演 安西磨沙夜
- 只要吃 第4集（2013年8月2日，東京電視台）：飾演 水沼
- 女城主 直虎（2017年1月8日－12月27日，NHK）：飾演 吾空
- 大阪環狀線 每人在車站的愛情故事 Part.2 第9集（2017年3月15日，關西電視台）：飾演 青葉光
- Miss Devil 人事惡魔·椿真子（2018年4月14日－6月16日，日本電視台）：飾演 南雲陽一
- 魔法×戰士 魔力純心！ 第18集（2018年7月29日，東京電視台）：飾演 国分寺宙太
- 歡迎回來百音 第12集－第120集（2021年6月1日－10月29日，NHK）：飾演 後藤三生
- 金田一少年之事件簿5 第1集（2022年4月24日，日本電視台）：飾演 尾之上貴裕

### 電影
- 咯咯咯鬼太郎（2008年4月25日）：飾演 亮
- 奇蹟（2011年6月11日）：飾演 大迫航一
- 春&夏（2017年3月4日）：飾演 片桐圭介
- 人狼遊戲 LOVERS（2017年1月28日）：飾演
- 町田君的世界（2019年）
- 20歲的靈魂（2022年5月27日）：飾演 秋田豪
- 即使，這份戀情今晚就會從世界上消失（2022年7月29日）：飾演 透和真織的同學

### 舞台劇
- 鏡之孤城（2020年）：飾演 成井豐

## 外部連結
- 經紀公司個人資料頁面（日語）
- 前田航基的Instagram帳戶
- 前田航基在互联网电影资料库（IMDb）上的資料（英文）